# Sovjet (råd)
 For alternative betydninger, se Sovjet. (Se også artikler, som begynder med Sovjet)
Sovjet (russisk: Совет, tr. Sovet) er russisk for "råd" og er et begreb anvendt inden for den russiske socialisme i det tidlige 1900-tal samt et statsretsligt begreb i Sovjetunionen. De første sovjetter opstod under den russiske revolution i 1905.
Begrebet Sovjet kan ses i sammenhæng med Karl Marx' opfattelse af kommuner (særligt Pariserkommunen).
'Sovjet' anvendes også som kortform for Sovjetunionen.